# Алгоритм Шёнхаге — Штрассена
Метод умножения Шёнхаге — Штрассена (англ. Schönhage–Strassen algorithm) — алгоритм умножения больших целых чисел, основанный на быстром преобразовании Фурье, требует {\displaystyle O(N\cdot \log N\cdot \log \log N}) битовых операций, где {\displaystyle N} — количество двоичных цифр в произведении.
Изобретён Арнольдом Шёнхаге и Фолькером Штрассеном в 1971 году.
Фактически является методом умножения многочленов от одной переменной, превращается в алгоритм умножения чисел, если эти числа представить как многочлены от основы системы счисления, а после получения результата сделать переносы через разряды. Например, для перемножения 157 и 171 (в десятичной системе счисления) выполняются следующие операции:
- представляется {\displaystyle 157} как {\displaystyle x^{2}+5x+7}, а {\displaystyle 171} — как {\displaystyle x^{2}+7x+1}, где {\displaystyle x=10};
- перемножаются многочлены {\displaystyle x^{2}+5x+7} и {\displaystyle x^{2}+7x+1} с помощью быстрого преобразования Фурье, результат — {\displaystyle x^{4}+12x^{3}+43x^{2}+54x+7};
- применяются переносы через разряды: {\displaystyle 2x^{4}+6x^{3}+8x^{2}+4x+7}, то есть {\displaystyle 26847}.

Также в алгоритме можно умножать по модулю чисел Ферма {\displaystyle 2^{2^{n}}+1}, если применять двоичную систему счисления.
Метод считался асимптотически быстрейшим методом с 1971 до 2007 годы, пока не был изобретён алгоритм Фюрера с лучшей оценкой сложности. На практике метод Шёнхаге — Штрассена начинает превосходить более ранние классические методы, такие как умножение Карацубы и алгоритм Тоома — Кука (обобщение метода Карацубы), начиная с целых чисел порядка {\displaystyle 10^{10000}}—{\displaystyle 10^{40000}} (от 10 000 до 40 000 десятичных знаков).